# 莫里斯·埃文斯
莫里斯·尤金·埃文斯（英語：Maurice Eugene Evans，1978年11月8日—），为美国NBA联盟的职业篮球运动员。